# Час в Австралії

Часові пояси Австралії

Континентальна територія Австралія поділена на три часові пояси: Західний (UTC+8), Центральний (UTC+9:30) і Східний (UTC+10). Острівні території знаходяться в інших часових поясах, які відповідають їх довготі. Загалом Австралія, включаючи залежні території, має 9 часових поясів (включаючи неофіційні). У деяких штатах існує також перехід на літній час, який вводиться з першої неділі жовтня до першої неділі квітня. Штати самостійно вирішують питання використання літнього часу.

### Стандартні часові пояси Австралії

Стандартні часові пояси Австралії

| Різниця з UTC | Часовий пояс                               | Де використовується |
| ------------- | ------------------------------------------ | --- |
| UTC+5         |                                            | острови Герд і МакДональд (ненасел.), антарктична станція Мовсон                                                                                  |
| UTC+6:30      | Час Кокосових островів, CCT                | Кокосові (Кілінґ) острови |
| UTC+7         | Час Островів Різдва, CXT                   | Острови Різдва, антарктична станція Девіс |
| UTC+8         | Західний стандартний час, AWST             | Західна Австралія (за винятком крайнього південного сходу), острови Ашмор і Картьє (ненасел.), антарктична станція Кейсі                          |
| UTC+8:45      | Центрально-західний стандартний час, ACWST | неофіційно Кілька містечок на південному сході Західної Австралії                                                                                 |
| UTC+9:30      | Центральний стандартний час, ACST          | Південна Австралія, Північна Територія, округ Янковінна (Новий Південний Уельс)                                                                   |
| UTC+10        | Східний стандартний час, AEST              | Квінсленд, Новий Південний Уельс (без округу Янковінна), Вікторія, Тасманія, Австралійська Столична Територія, острови Коралового моря (ненасел.) |
| UTC+10:30     | Стандартний час Лорд-Гау, LHST             | о. Лорд-Гау |
| UTC+11        | Час Маккуорі, MIST, Час Норфолку, NFT      | о. Маккуорі (Тасманія), Норфолк |

## Літній час

Час в Австралії влітку (жовтень — квітень

У частині штатів Австралії використовується літній час. Щороку першої неділі жовтня о 2:00 стрілки годинників переводяться на одну годину вперед (на острові Лорд-Гау — на півгодини) і першої неділі квітня о 3:00 — на одну годину назад (на острові Лорд-Гау — о 2:00 — на півгодини). Острів Лорд-Гау — єдина територія у світі, де літній час відрізняється від стандартного на півгодини.
Штати, які дотримуються літнього часу:
| Штат, територія                  | Літній час                   | Різниця з UTC | Примітка                          |
| -------------------------------- | ---------------------------- | ------------- | --------------------------------- |
| Вікторія                         | Східний літній час, AEDT     | UTC+11        |                                   |
| Новий Південний Уельс            | Східний літній час, AEDT     | UTC+11        | округ Янковінна дотримується ACDT |
| острів Лорд-Гау (НПУ)            | Літній час Лорд-Гау, LHDT    | UTC+11        | півгодини від стандартного часу   |
| Південна Австралія               | Центральний літній час, ACDT | UTC+10:30     |                                   |
| Тасманія                         | Східний літній час, AEDT     | UTC+11        |                                   |
| Австралійська Столична Територія | Східний літній час, AEDT     | UTC+11        |                                   |

## Історія

### Запровадження поясного часу
Перші кроки до стандартизації часу в Австралії відбулися в 1892 році, коли геодезисти із 6 британських домініонів Австралії на конференції в Мельбурні прийняли рішення про визнання Ґринвіцького меридіана основним для визначення стандартного часу.
Поясний час у домініонах Австралії було введено протягом 1895 року. Так, у Новому Південному Уельсі, Квінсленді, Вікторії і Тасманії ввели час, що відповідав UTC+10, у Південній Австралії — UTC+9, у Західній Австралії — UTC+8. Уже наступного року округ Янковінна Нового Південного Уельсу перейшов на UTC+9, а три роки потому Південна Австралія всупереч домовленостям, перейшла на півгодини вперед, започаткувавши часовий пояс UTC+9:30, що було наслідувано і в Янковінні.
До 1900 року поясний час було введено й на острівних територіях. Лише на острові Норфолк спочатку було введено час UTC+11:12 і лише у 1951 році його було змінено на UTC+11:30, а в 2015 році — на UTC+11:00
При виокремленні нових адміністративних територій — Столичної та Джарвіс-Бей (зі штату Новий Південний Уельс) та Північної (зі штату Південна Австралія) час там не змінювався.

### Літній час у роки світових воєн
У періоди Першої та Другої світових воєн на всій території Австралії (крім дрібних островів) вводився літній час (+1 година). Дати переведення стрілок — у таблиці нижче:
| Текст заголовка | Текст заголовка  | Текст заголовка  |
| --------------- | ---------------- | ---------------- |
| 1917            | 1 січня, 0:01    | 25 березня, 2:00 |
| 1942            | 1 січня, 2:00    | 29 березня, 2:00 |
| 1942/43         | 27 вересня, 2:00 | 28 березня, 2:00 |
| 1943/44         | 3 жовтня, 2:00   | 26 березня, 2:00 |

Західна Австралія не вводила літній час у сезоні 1943/44.

### Літній час після 1967 року
Більша частина Тасманії вперше ввела літній час у мирний період 1967 року. Згодом цей приклад наслідували й інші штати. Деякі пізніше припиняли використання літнього часу. Дати переходів у різних штатах могли не збігатися, лише із сезону 2009/10 штати і території дотримуються літнього часу за єдиним графіком.

#### Новий Південний Уельс, АСТ
Літній час введено в сезоні 1971/72: 31 жовтня — 27 лютого. З 1972 по 2007 рік літній час вводився останньої неділі жовтня о 2:00. Виняток — 1986 рік (19 жовтня) та 2000 рік (27 серпня). З 2008 року перехід на літній час здійснюється першої неділі жовтня о 2:00. Літній час скасовувався: з 1973 по 1985 рік та з 1990 по 1995 — першої неділі березня, з 1986 по 1989 — третьої неділі березня, з 1996 по 2007 — останньої неділі березня. Винятки: 1982 — 4 квітня, 2006 — 2 квітня. З 2008 року літній час закінчується в першу неділю квітня о 3:00.
Острів Лорд-Гау до 1981 року використовував UTC+10 без літнього часу. У 1981 році у березні тут було здійснено перехід до UTC+10:30, а з осені — і до літнього часу UTC+11:30. У 1985 році літнє зміщення було зменшено на півгодини.

#### Вікторія
У штаті Вікторія літній вводився і відмінявся так само, як і в сусідньому Новому Південному Уельсі, але з двома винятками. У 1990 році літній час було відмінено третьої, а в 1995 — останньої неділі березня.

#### Тасманія
На більшій частині території Тасманії літній час введено у 1967 році 1 жовтня, скасовано 31 березня 1968. Далі літній час використовувався таким чином (з 1971 — на всій території штату):
| Сезон, період     | Літній час введено | Літній час відмінено |
| ----------------- | ------------------ | -------------------- |
| 1967/68           | 1 жовтня           | 31 березня           |
| 1968/69           | 27 жовтня          | 9 березня            |
| 1969/70           | 26 жовтня          | 8 березня            |
| 1970/71           | 25 жовтня          | 14 березня           |
| 1971/72           | 31 жовтня          | 27 лютого            |
| 1972/73 — 1980/81 | ост. нд. жовтня    | 1-а нд. березня      |
| 1981/82 — 1982/83 | ост. нд. жовтня    | ост. нд. березня     |
| 1983/84 — 1985/86 | ост. нд. жовтня    | 1-а нд. березня      |
| 1986/87           | 19 жовтня          | 15 березня           |
| 1987/88 — 1989/90 | ост. нд. жовтня    | 3-а нд. березня      |
| 1990/91           | 28 жовтня          | 31 березня           |
| 1991/92 — 2006/07 | 1-а нд. жовтня     | ост. нд. березня     |

Виняток становлять: 2000 рік (літній час введено 27 серпня) і 2006 рік (літній час скасовано 2 квітня). З 2008 року літній час вводиться в ті ж дати, що й у решті штатів.
Острів Маккуорі до 2010 року здійснював зміни часу відповідно до тасманського часу, але у 2010 році тут не відбулося повернення до стандартного часу (встановлено постійний літній час), що рівнозначно переходу у східніший часовий пояс.

#### Південна Австралія
Літній час вводився в ті ж дати, що й у Новому Південному Уельсі, але без винятку 2000 року — літній час введено 29 жовтня, а не 27 серпня, а також 1982 року — 7 березня.

#### Квінсленд
Літній час вводився в окремі роки
| Сезон, період | Літній час введено | Літній час відмінено |                    |
| ------------- | ------------------ | -------------------- | ------------------ |
| 1971/72       | 31 жовтня          | 27 лютого            |                    |
| 1989/90       | 29 жовтня          | 4 березня            |                    |
| 1989/90       | 28 жовтня          | 3 березня            |                    |
| 1991/92       | 27 жовтня          | 1 березня            |                    |
| 1992/93       | 25 жовтня          | 7 березня            | тільки на островах |
| 1993/94       | 31 жовтня          | 6 березня            | тільки на островах |

#### Західна Австралія
Літній час вводився в окремі роки
| Сезон, період | Літній час введено | Літній час відмінено |
| ------------- | ------------------ | -------------------- |
| 1974/75       | 27 жовтня          | 2 березня            |
| 1983/84       | 30 жовтня          | 4 березня            |
| 1991/92       | 17 листопада       | 1 березня            |
| 2006/07       | 3 грудня           | 25 березня           |
| 2007/08       | 28 жовтня          | 30 березня           |
| 2008/09       | 26 жовтня          | 29 березня           |

## Час на австралійських антарктичних станціях

### Девіс
Часовий пояс дорівнює UTC+7. З 18 жовтня 2009 по 11 березня 2010 та з 28 жовтня 2011 по 4 жовтня 2014 годинники на станції переводилися на дві години назад (до UTC+5. Це було зроблено з метою зручнішої транспортної координації

### Кейсі
Часовий пояс дорівнює UTC+8. З 18 жовтня 2009 по 5 березня 2010 та з 28 жовтня 2011 по 22 лютого 2012 годинники на станції переводилися на три години вперед (до UTC+11). Із 2015 року такі зміни стали щорічними, що фактично відповідає тригодинному літньому часу, що діє з жовтня по березень (приблизно).

### Мовсон
Часовий пояс дорівнює UTC+5. До 18 жовтня 2009 на станції діяв час UTC+6